# Turno (trabajo)
En el argot laboral, se define como "turno" cada uno de los equipos de trabajo que prestan servicios en una actividad continuada. 

## Marco teórico
La creación de cuadrantes o planillas para los diferentes turnos es de vital importancia en Hospitales, Transportes, Orden Público, Parques de Recreo, etc. Y suponen una complejidad añadida a la habitual de cualquier relación laboral.
Con la llegada de las herramientas informáticas ha surgido diverso software que automatiza o facilita la gestión y generación de cuadrantes de turnos.

## Clasificación
Los turnos se definen como "fijos" Si la asignación de un trabajador a un turno es permanente; y "rotatorios" cuando ese trabajador va cambiando cíclicamente de turno entre todos ellos.

## Limitaciones
Las limitaciones técnicas que pueden existir en la confección de diferentes cuadrantes de turnos puede ser:
- Legales: Las normativa laboral puede exigir unas mínimas horas de descanso, unos máximos días de trabajo posibles seguidos, unas horas máximas de trabajo a la semana (con interpretación promediada o rígida) o unos días de descanso semanal, cíclico o vacacional.
- Organizativas: Las Organizaciones tienen unas necesidades a cubrir y se expresan como "Cargas de Trabajo". Estas son determinantes para establecer los turnos y los equipos precisos. También establecen características primordiales como el solapamiento entre turnos, la disminución de trabajo en días festivos y en horario nocturno, o en días de afluencia especiales.
- Personales: Los trabajadores adscritos a un turno pueden gozar de derechos legales que supongan permiso para ausentarse como: Permisos de Lactancia, Disminución de Jornada, Exámenes, Formación, etc. Que suponen en la práctica lagunas a cubrir por otros trabajadores.

También en la dinámica de turnos, los trabajadores solicitan cambios de turno, o los gestionan entre ellos, dando lugar a una práctica compleja y especializada.